# What a Pastaful World
『What a Pastaful World』（ワット ア パスタフル ワールド）は、鷲崎健の4枚目のオリジナルアルバム。2015年10月26日にアトミックモンキーから発売。

## 解説
- 2015年1月23日 鷲崎がパーソナリティを務めるA&G ARTIST ZONE 鷲崎健の2h第224回にゲストとして、milktubのbambooを迎えた際、「俺はお前のソロライブが見たいからライブをしよう、鷲崎が歌っているステージ横で隠れて涙流して見たい」さらに「ライブをするに過去の曲を聞かせるのも良いがせっかくだから曲も作れ」と言われる。更にクラウドファンディングでの資金集めという提案がなされ、「鷲崎健 4thアルバム＆1stワンマンライブ 実現プロジェクト」が立案。

- クラウドファンディング開始直後から予算￥7,200,000の目標でライブ会場が1箇所程度の想定だったが、それを大幅に上回り1週以内で￥30,000,000を超える。その後正式に資金の受付も終わり、今作品の制作と、東京・大阪での1stワンマンライブ、更に2本のMV撮影も実現した。

- 「奥さま、お手をどうぞ」MVの主なキャストは鷲崎の交友関係のあるメンバーでの収録となっている。

- 鷲崎のアルバムとして初めて、全国のHMVやタワーレコード等の店舗でも取り扱われる事となる。

- youtubeでのMVフルバージョンの公開については、「このアルバム・ソロライブ・MV撮影が出来たのがクラウドファンディングに出資してくれた方やいつも応援してくれる方に支えられて出来たため、皆さんに見てもらいたい」と思っての事だという。

## 収録曲
1. 都市生活者のブルース [4:45]
Words & Music by 鷲崎健, Arranged by 杉浦"ラフィン"誠一郎
2. 奥さま、お手をどうぞ [5:29]
Words & Music by 鷲崎健, Arranged by 杉浦"ラフィン"誠一郎
3. It's all right [4:38]
Words & Music by 鷲崎健, Arranged by 杉浦"ラフィン"誠一郎
仮タイトルは「잊 all right」（잊はハングルで「イツ」と読み、「忘れる」という意味）で、「It's」とのダブルミーニングだった。
4. 刹那 [3:43]
Words & Music by 鷲崎健, Arranged by 杉浦"ラフィン"誠一郎
5. 冗談で死んだ友人の話 [6:19]
Words & Music by 鷲崎健, Arranged by 杉浦"ラフィン"誠一郎
6. FAITH [3:23]
Words & Music by George Michael, translation word by 鷲崎健, Arranged by 杉浦"ラフィン"誠一郎
ジョージ・マイケルの同名曲の意訳詞カバー
7. What a Pastaful World 〜なんてスパゲティ世界〜 [4:29]
Words & Music by 鷲崎健, Arranged by 杉浦"ラフィン"誠一郎
8. Dear Birthday [4:25]
Words & Music by 鷲崎健, Arranged by 杉浦"ラフィン"誠一郎
元は清水香里とのイベント「わしみず」にて清水の誕生日に向けて歌われた楽曲。本作への収録に向けて2番が作られた。
9. Love&Blues [3:27]
Words & Music by 鷲崎健, Arranged by 杉浦"ラフィン"誠一郎
浅沼晋太郎・鷲崎健の「思春期が終わりません」 エンディングテーマ
10. うたにする [4:41]
Words & Music by 鷲崎健, Arranged by 杉浦"ラフィン"誠一郎
清水香里とのイベント「わしみず」で作られた楽曲。この曲と一緒に「STEP」(1stアルバム収録)と「ゲーテ」(アルバム未収録)も披露されている。仮タイトルは「Song Writer」。
11. radio prayer [5:10]
Words & Music by 鷲崎健, Arranged by 杉浦"ラフィン"誠一郎, Duet Vocal by 清浦夏実
こむちゃっとカウントダウンに提供した楽曲のセルフカバー
12. 日々WALK [5:55]
Words & Music by 鷲崎健
レコーディング直前に書かれた、本作収録曲で最も新しい曲。
野中則夫によるアコースティックギター一本の演奏のためアレンジャー表記は無い。

## 参加ミュージシャン
- 内田稔
  - Drums (#1.2.3.4.6-10)
  - Snate Roll (#5)
- セキタヒロシ
  - Bass (#1.11)
  - Wood Bass (#2.7)
- 笠原直樹：Bass (#3.4.5.8.9.10)
- ロミー木之下：Bass (#6)
- 野中則夫
  - Acoustic Guitar (#1-6.8.10.11.12)
  - Mandolin (#5)
  - Electric Guitar (#11)
- 玉川雄一：Electric Guitar (#1.2.3.4.6.8.10)
- marron、須藤美恵子：Chorus (#7)
- 島裕介
  - Trumpet (#2.6)
  - Trombone (#2)
- 奥村晶：Trumpet (#9)
- 下神竜哉：Trumpet (#7.9)
- 早川隆章：Trombone (#7.9)
- 上杉雄一：Altо Sax (#9)
- 包国充：Tenor Sax (#9)
- 阿部剛：Baritone Sax (#9)
- 白石幸司：Clarinet (#7)
- 南條由起
  - Fiddle (#5)
  - Strings (#8)
- 杉浦"ラフィン"誠一郎：All Programming (#1-11)

## MV
- What a Pastaful World 〜なんてスパゲティ世界〜
出演 : 鷲崎健、久保ユリカ、他

- 奥さま、お手をどうぞ
出演 : R&B&BBQ All Stars[1]（鷲崎健、内田稔、杉浦"ラフィン"誠一郎、学園祭学園、bamboo、Gero、流田Project、明坂聡美、青木瑠璃子、清水香里、吉田仁美、愛美、八木たかお、フィアリー）

## タイアップ
| 曲名                 | タイアップ                                       |
| -------------------- | ------------------------------------------------ |
| 奥さま、お手をどうぞ | テレビ東京「アニメマシテ」10月オープニングテーマ |